# Слободка (Устьрецкое сельское поселение)
Слободка — деревня в Сямженском районе Вологодской области.
Входит в состав Устьрецкого сельского поселения, с точки зрения административно-территориального деления — в Устьрецкий сельсовет.
Расстояние по автодороге до районного центра Сямжи — 15 км, до центра муниципального образования Усть-Реки — 6,5 км. Ближайшие населённые пункты — Перово, Шокша, Чертиха.
По переписи 2002 года население — 5 человек.